# Giardino botanico Nymphenburg di Monaco di Baviera
Il giardino botanico Nymphenburg di Monaco di Baviera è un orto botanico situato a fianco dell'omonimo parco che ha una estensione di circa 22 ha.
Ogni anno attira più di 400.000 visitatori e si tratta di uno dei giardini botanici più grandi della Germania.

## Galleria d'immagini

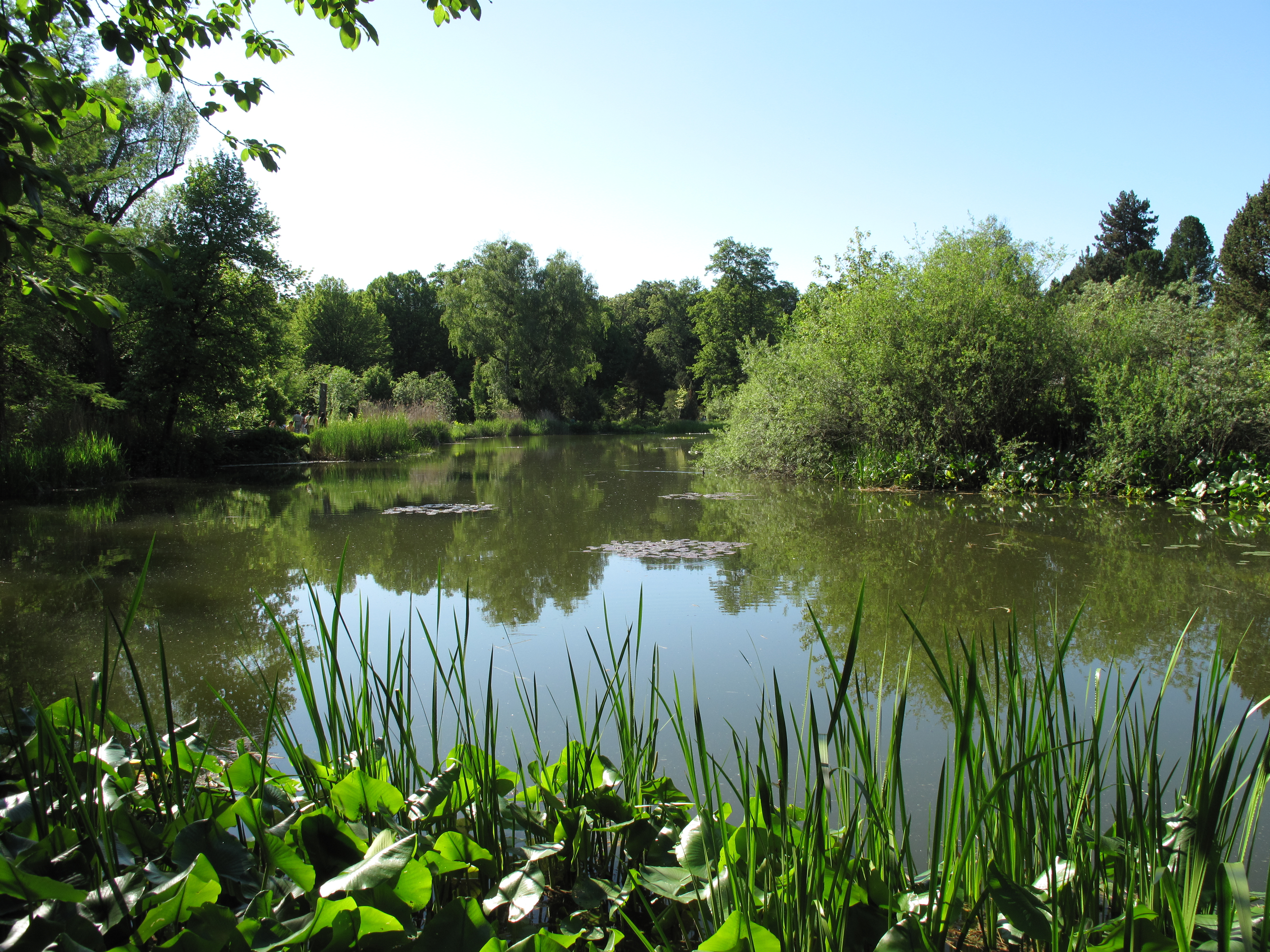
Lago
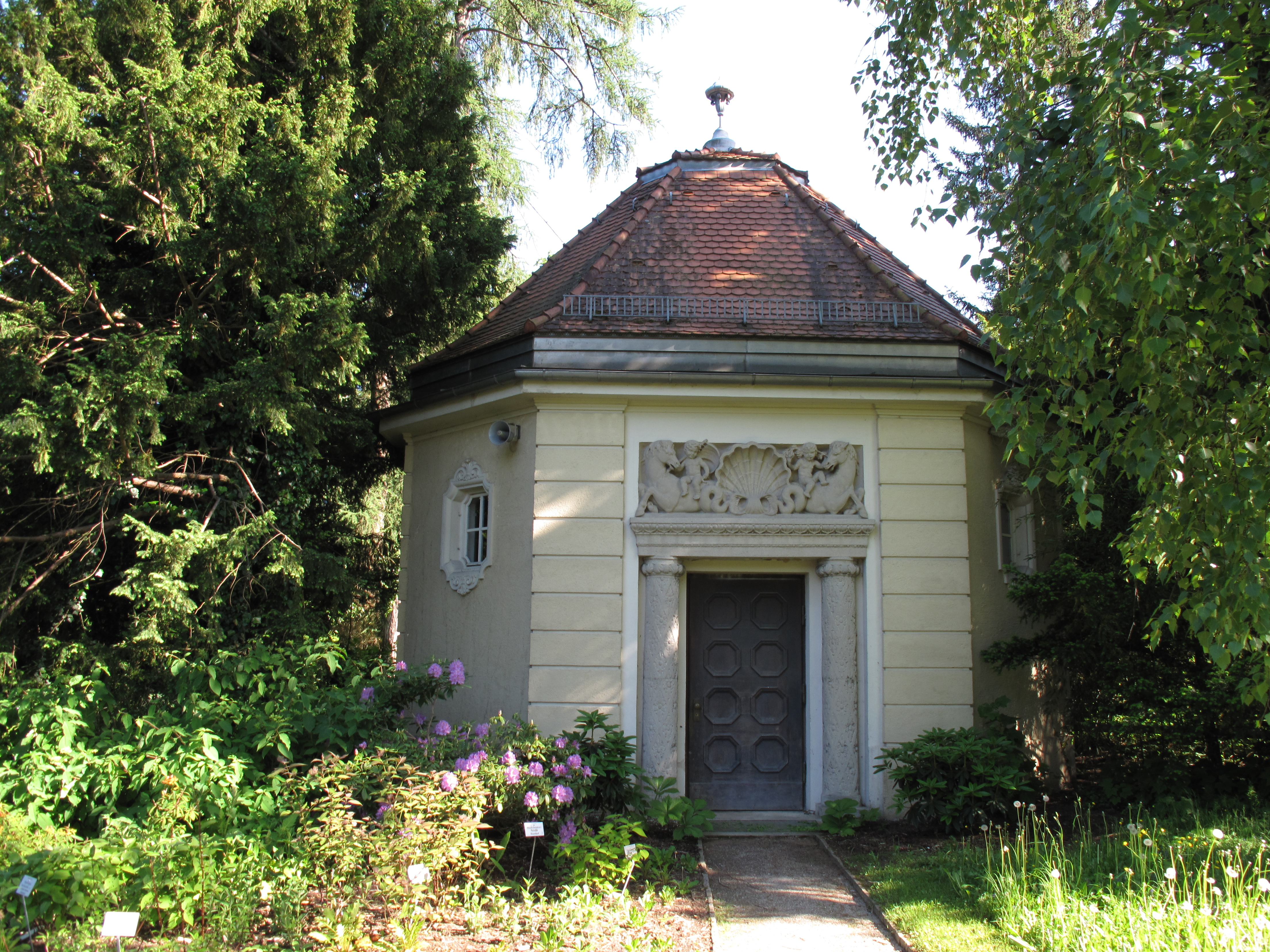
Padiglione
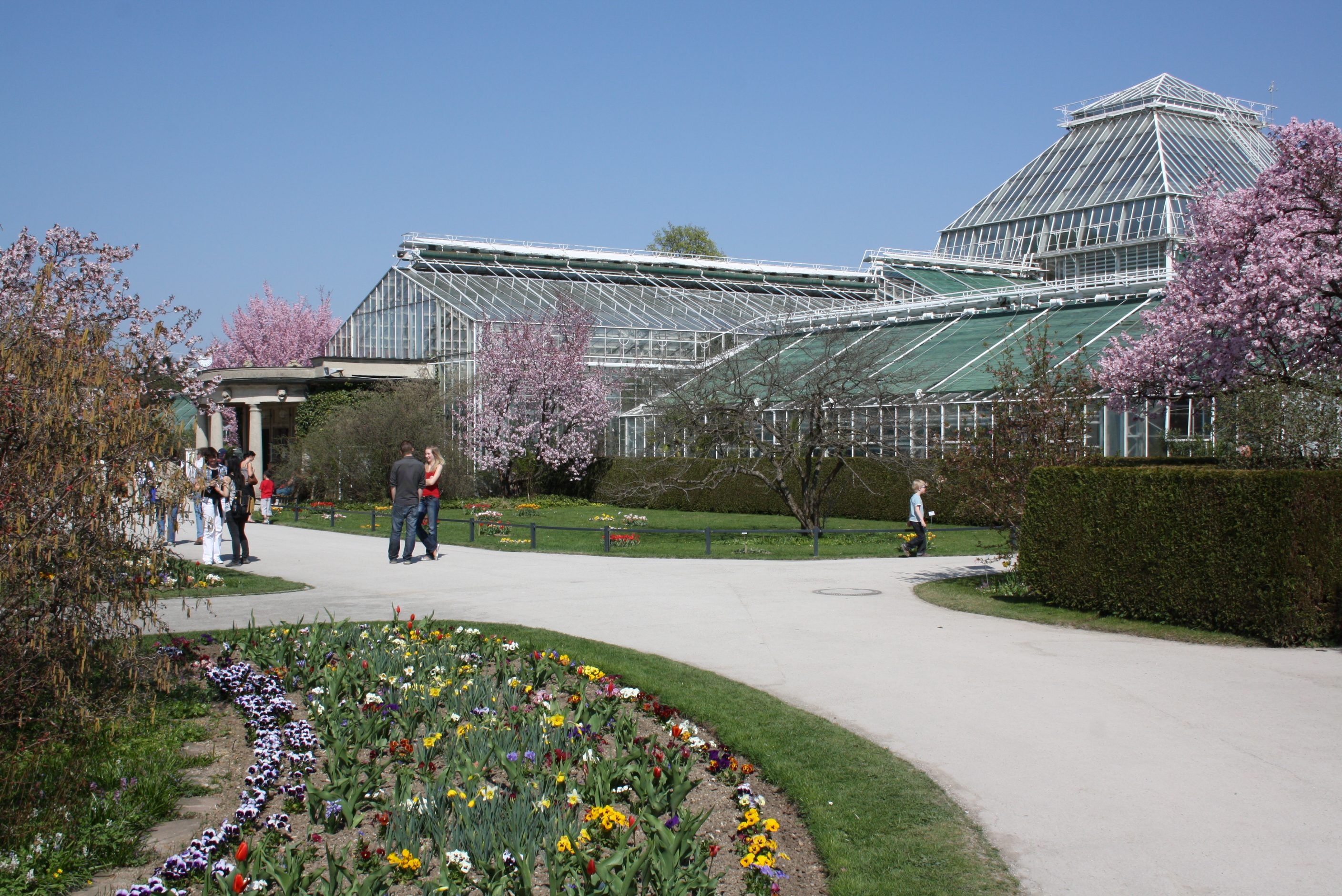
Serre
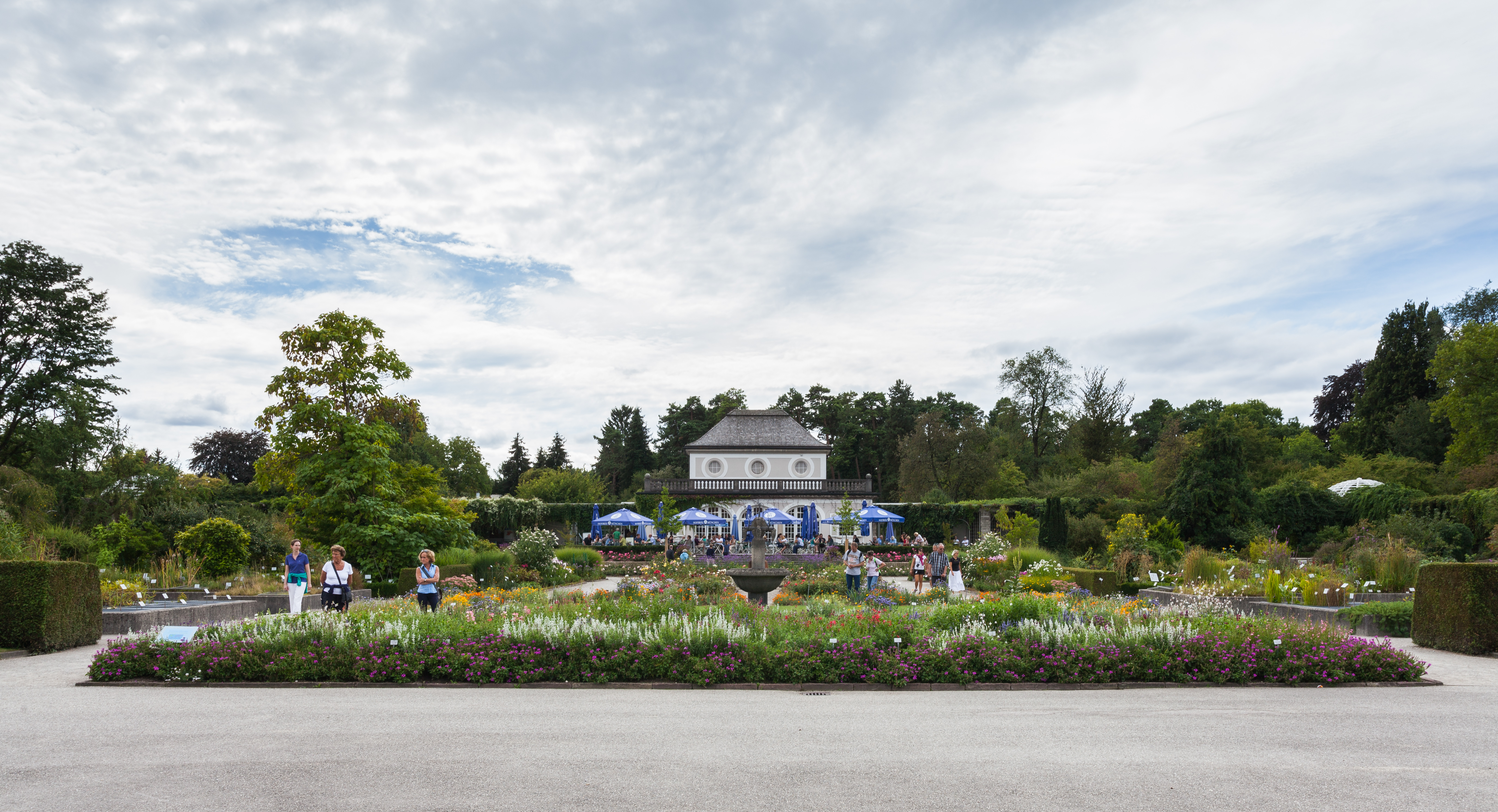
Caffè
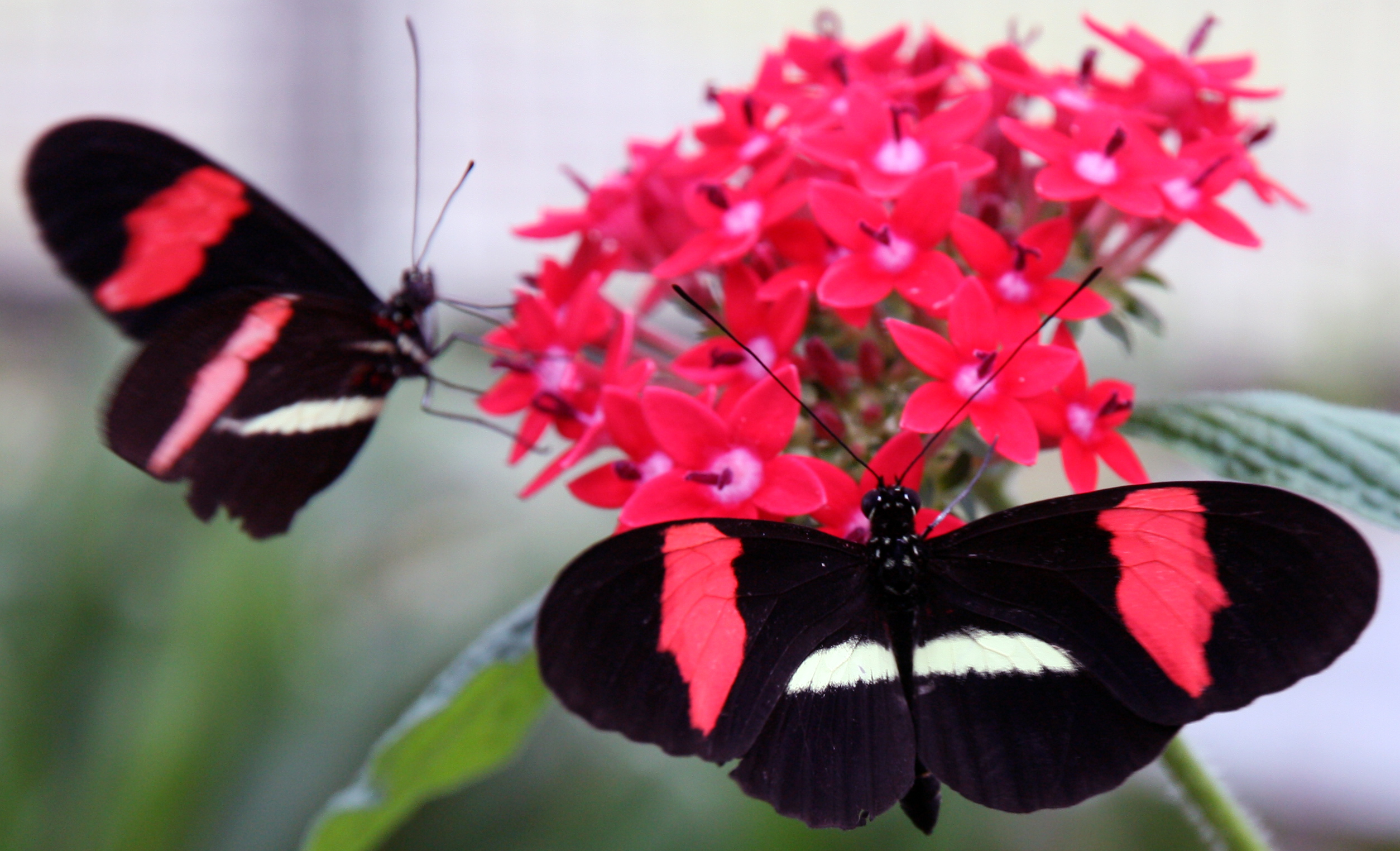
Farfalle tropicali: Heliconius melpomene rosina
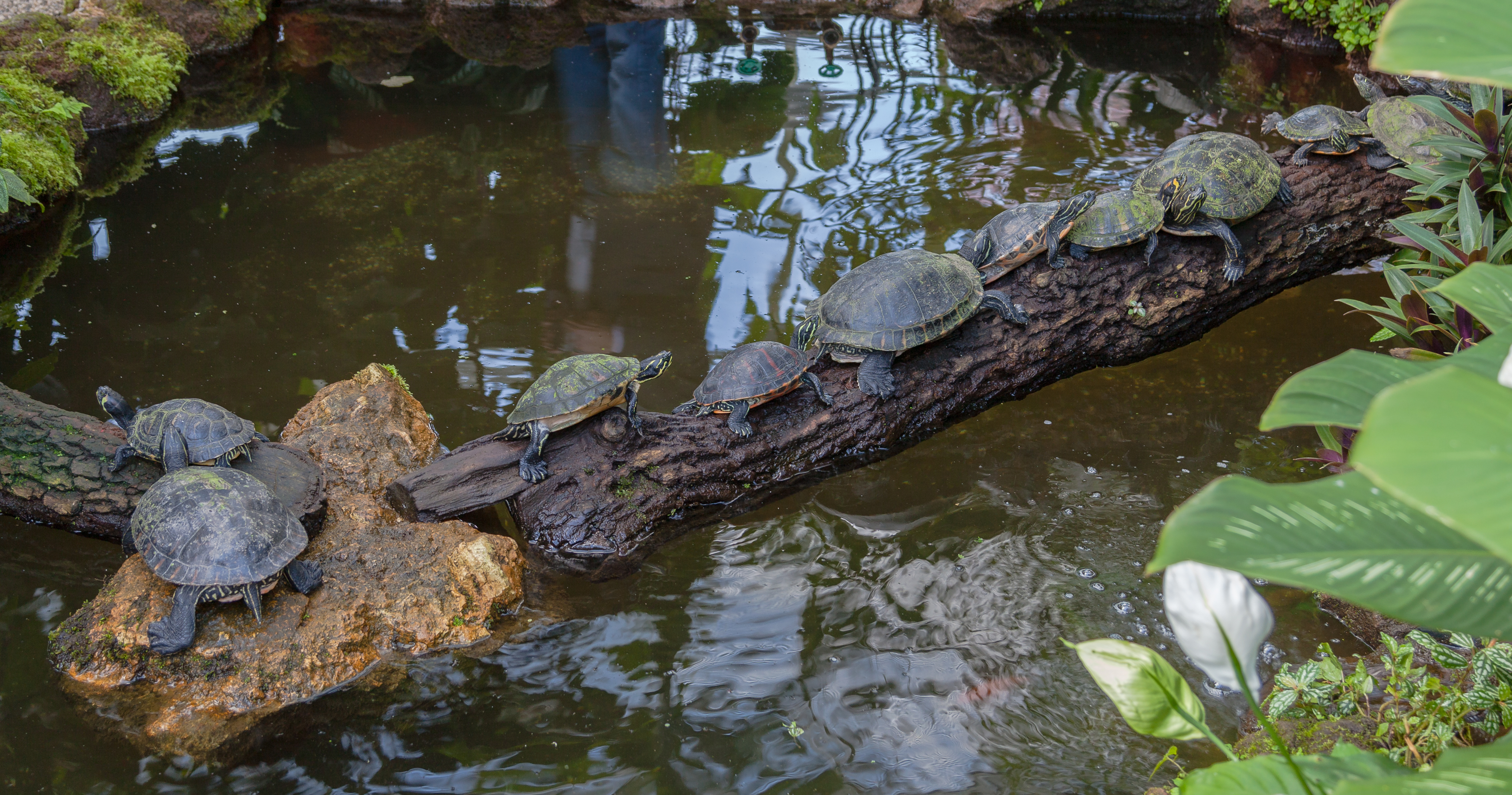
Tartarughe all'interno di serre
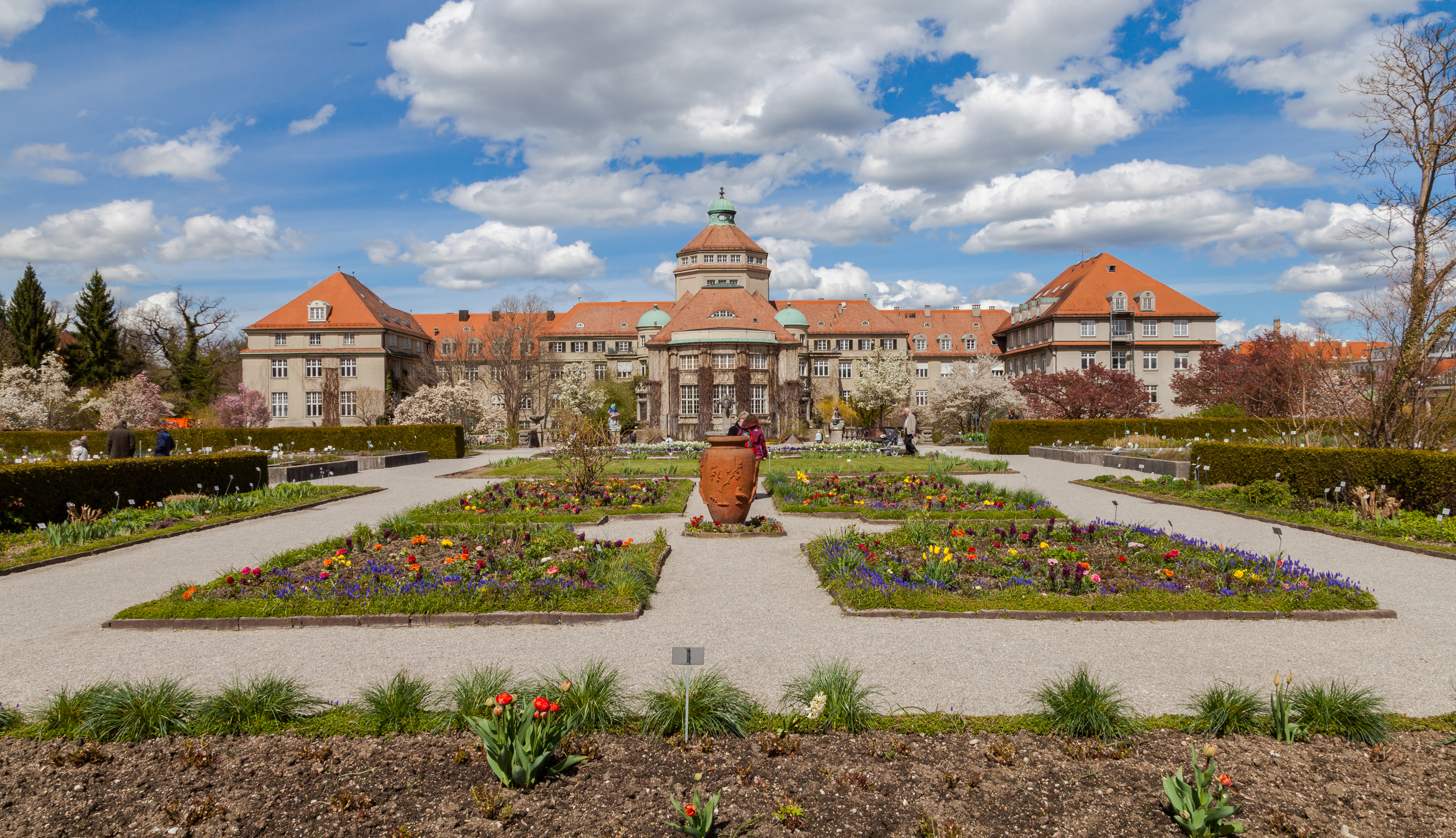
Nel giardino